# Ludovic Delporte
Ludovic Delporte (ur. 6 lutego 1980 w Sainte-Catherine-lès-Arras) – francuski piłkarz, pomocnik, od 2010 zawodnik Gimnàstica Tarragona.